# 畠山大志
畠山 大志（はたけやま だいし、1979年9月18日 - ）は、NHKの元アナウンサー。

## 来歴・人物
広島県広島市出身。修道高等学校を経て、広島大学を卒業後、2003年（平成15年）4月に入局。
中学校から大学まで囲碁部と放送部に在籍していた。
犬が好きで昔から飼っている。
好きな食べ物は魚、きのこ、ビール、ラーメン、うどんであり。趣味は音楽である。
2013年（平成25年）7月頃にに鳥取放送局に異動した際、アナウンスの現場を離れ、編集部として活躍している。
通算4箇所の赴任地の内、のべ3箇所が中国地方。

## 過去の担当番組
広島放送局時代
- 広島県・中国地方のニュース・中継・リポート
- ひろしまニュース845
- お好みワイドひろしま（リポーター）
- 広島平和記念式典（実況）
- 産地発!たべもの一直線

徳島放送局時代
- 徳島県のニュース・中継・リポート
- あわメロ（キャスター）
- ニュースとくしま610
- 生活ほっとモーニング
- にっぽんの底力 いよっ日本一!『徳島県』（2007年4月15日）
- 高専ロボコン2009 中国地方大会（2009年12月10日）

山口放送局時代
- 山口県のニュース・中継・リポート
- 情報維新!やまぐち（不定期）
- 情報維新やまぐち845
- ホリデーインタビュー『映画監督佐々部清』（2010年11月3日）
- 民謡をたずねて（2010年11月6日）
- 高専ロボコン2011中国地方大会（2011年12月1日）

## 同期のアナウンサー

### アナウンス時代
- 青井実（退職→フリー）
- 網秀一郎
- 新井秀和
- 一柳亜矢子
- 猪原智紀
- 大沢幸広
- 小澤康喬
- 川崎寛司
- 神田愛花（退職→セント・フォース）
- 後藤康之
- 佐々生佳典
- 佐藤克樹
- 塩田慎二
- 首藤奈知子
- 鈴木貴彦
- 高木修平
- 田中秀樹
- 谷口慎一郎
- 筒井亮太郎
- 中山庸介
- 西堀裕美
- 橋本奈穂子
- 比田美仁
- 古野晶子
- 森田洋平

### その他
- 浅井理（当時NHK鳥取放送局アナウンサー）